# Leptognathia tuberculata
Leptognathia tuberculata är en kräftdjursart som beskrevs av Hansen 1913. Leptognathia tuberculata ingår i släktet Leptognathia och familjen Leptognathiidae. Inga underarter finns listade i Catalogue of Life.